# هيو بي. ليندسي
هيو بي. ليندسي (بالإنجليزية: Hugh B. Lindsay)‏ هو محامي وقاضي وسياسي أمريكي، ولد في 3 نوفمبر 1856 في مقاطعة كامبل في الولايات المتحدة، وتوفي في 21 يوليو 1944 في نوكسفيل في الولايات المتحدة. حزبياً، نشط في الحزب الجمهوري. وقد انتخب عضو مجلس نواب تينيسي.